# 諾德韋爾峰
64°18′S 59°47′W / 64.300°S 59.783°W
諾德韋爾峰（英語：Nodwell Peaks），是南極洲的山峰，位於葛拉漢地的努登舍爾德海岸，處於埃奇沃斯冰川東岸，由英國研究隊繪入地圖，現時由南極條約體系管理。